# 施子清
施子清，GBM，SBS，JP（1939年11月21日—），又名施清霖，號雪香居士，福建晋江人，中华人民共和国政治人物、香港企業家、恒通资源集团有限公司董事局主席，中国民间商会副会长、中國書法家協會第六屆理事，第八至第十一届全国政协香港委员，他是香港政商界福建幫三大元老之一（另外兩位是盧文端、楊孫西）。

## 生平
施子清是福建省晋江市龍湖鎮南莊村人，1993年獲选为第八届全国政协委员（香港同胞界別），1996年獲選為香港特別行政區第一屆政府推選委員會第四界別成員，而他於1998年、2003年，獲選為第九屆、第十屆全國政協委員。
2008年，当选第十一届全国政协委员，代表特邀香港人士，分入第五十二组，并担任文史和学习委员会副主任。
2013年，他正式卸任全國政協委員，交棒予二子施榮懷。
2020年5月尾，他曾經參與支持香港國家安全法的聯署（不過，文藝界的有關聯署其後被指造假，張寶華、蔣志光、大S、李巧靈相繼否認參與有關造假聯署，陳汝騫則於2019年離世）。

## 家庭狀況
施子清已婚，太太為施吳淑敏(2021年逝世)，有四名兒子：施榮怡（Ivis）、施榮懷（Irons）、施榮恆（Ivan）及施榮忻（Jaime）、十一名孫子孫女（施榮怡有一子兩女施伯雄、施曉彤、施曉彰，施榮懷有兩子一女施湧樂、施仲樂、施曉雯，施榮恆有一子施湧德，施榮忻有兩子兩女施湧濤、施湧浩、施曉洋、施曉渝）。

## 馬主生涯
施子清和四名兒子、孫子施伯雄（施榮怡兒子）、施湧樂、施仲樂（施榮懷兒子）、孫女施曉彤（施榮怡女兒）是香港賽馬會會員。自1991-1992年度馬季開始，施子清家族開始在香港擁有名下馬匹，而他們的名下大部份馬匹以「南莊」兩字命名，包括：南莊寶、南莊霸、南莊好、南莊旺、南莊勝、自強不息、兄弟同心、風和日麗、南莊之寶、南莊英雄、南莊好運、長風萬里、鵬程萬里、愛拼者贏、天澤、零距離（Best Friend）、愛拚者勝、四喜歡騰、四喜滿堂、南莊多寶、非同小可、曾幾何時、南莊加寶、南莊寶寶、南莊瑞寶、南莊加好、南莊之歌、零距離（Ever Force）、南莊精神、游戲人間、南莊堡。